# Alepisàurids
Els alepisàurids (Alepisauridae) són una família de peixos teleostis de l'ordre dels aulepiformes que inclou un únic gènere actual, Alepisaurus (gr. 'llangardaix sense escates'). Son grans peixos oceànics depredadors que arriben a fer uns 2 metres de llargada; tenen una distribució cosmopolita excepte als mars polars. S'han trobat espècimens fins a Grenlàndia.

## Taxonomia
Actualment es reconeixen dues espècies dins aquest gènere:
- Alepisaurus brevirostris Gibbs, 1960 (short-snouted lancetfish)
- Alepisaurus ferox R. T. Lowe, 1833 (long-snouted lancetfish)

Una tercera espècie seria, A. paronai D'Erasmo, 1923, coneguda com a fòssil del Miocè.